# 新奇納
49°57′50″N 25°6′36″E / 49.96389°N 25.11000°E
新奇納（烏克蘭語：Новичина），是烏克蘭西部的村莊，隸屬利維夫州的佐洛奇夫區。該村始建於600年，面積0.15平方公里，海拔高度286米，2001年人口116，人口密度每平方公里773.33人。